# Capriccio (Oper)
Capriccio, ein „Konversationsstück für Musik“ in einem Akt, ist die letzte Oper, die Richard Strauss komponierte.

## Handlung
Die Oper spielt im Gartensaal eines Rokokoschlosses in der Nähe von Paris, um 1775 – zu der Zeit, als Christoph Willibald Gluck an der Pariser Oper tätig war.
Der Dichter Olivier und der Komponist Flamand werben um die Gunst der jungen Gräfin Madeleine. Bei deren bevorstehender Geburtstagsfeier wollen sie neue Werke präsentieren, darunter ein kleines Huldigungsfestspiel, das vom Regisseur La Roche einstudiert werden soll. Lebhaft und eifersüchtig wird die Frage diskutiert, ob der Text oder die Musik wichtiger für das Gelingen einer Oper sei. Die Gräfin soll ein Urteil fällen, aber sie kann sich ebenso wenig zwischen den beiden Verehrern entscheiden, wie sie – in einem von beiden geschaffenen Werk – Wort und Musik voneinander trennen kann: „Soll ich dieses Gewebe zerreißen? Bin ich nicht selbst in ihm schon verschlungen? […] Wählst du den einen – verlierst du den andern! […] Willst du zwischen zwei Feuern verbrennen?“ – Die Frage bleibt offen.

## Orchesterbesetzung
3 Flöten (3. auch Piccolo), 2 Oboen, 1 Englischhorn, 3 Klarinetten, 1 Bassetthorn, 1 Bassklarinette, 3 Fagotte (3. auch Kontrafagott) – 4 Hörner, 2 Trompeten, 3 Posaunen – Pauken, Schlagzeug (Becken, Große Trommel) – 2 Harfen – 1 Cembalo – Streicher: 16 Erste Violinen, 16 Zweite Violinen, 10 Bratschen, 10 Violoncelli, 6 Kontrabässe
Auf der Bühne: 1 Solo-Violine, 1 Solo-Violoncello, 1 Cembalo; hinter der Bühne: Streichsextett

## Anmerkung
Die Frage nach dem Vorrang von Wort oder Musik erinnert an das Divertimento teatrale Prima la musica e poi le parole („Zuerst die Musik und dann die Worte“) von Giambattista Casti (1724–1803), das von Antonio Salieri vertont wurde. Von Stefan Zweig stammt der Vorschlag, sich mit der Thematik von Castis Libretto zu beschäftigen; auf den Handlungsverlauf von Capriccio hatte das alte Stück jedoch keinen Einfluss.
Strauss bezeichnete, mit Blick auf das brachliegende deutsche Kulturleben nach dem Zweiten Weltkrieg, Capriccio nicht nur als seine, sondern die letzte Oper: „Die Ähnlichkeit unsres heutigen Zustands mit Athen nach dessen hundertjähriger kultureller Blüte bis zu Perikles, Phidias, Äschylos, Plato ist zu evident, daß wir uns nicht darüber Rechenschaft geben müssten, warum dieser Zusammenbruch erfolgen mußte, nachdem das R. Wagnersche Werk vollendet u. in Capriccio die letzte Oper geschrieben“.
Die Diskussion der handelnden Personen über Wort und Ton ist daher auch als Rückschau auf die Musikgeschichte zu interpretieren und steckt voller Anspielungen und Zitaten, sowohl im Text als auch in der Musik. So finden sich beispielsweise Referenzen auf Mozarts C-Dur Streichquartett KV 465, C. W. Glucks Iphigénie en Aulide, Couperins Pièces de Clavecin, Jean-Philippe Rameaus Les indes galantes, Richard Wagners Die Walküre und einige von Strauss’ eigenen Opern.

## Entstehung
Das Libretto entstand zwischen 1934 und 1941 als Gemeinschaftsarbeit mehrerer Autoren: Die ursprüngliche Idee stammt von Stefan Zweig; auf seinen Wunsch fertigte Joseph Gregor mehrere Entwürfe an. Die weitere Ausführung übernahmen Clemens Krauss und Richard Strauss unter Mitwirkung von Hans Swarowsky. Die Uraufführung fand am 28. Oktober 1942 im Nationaltheater München statt; es dirigierte Clemens Krauss, Regie führte Rudolf Hartmann (1900–1988), das Bühnenbild schuf Rochus Gliese. Die Solisten waren Viorica Ursuleac (Gräfin), Walter Höfermayer (Graf), Horst Taubmann (Flamand), Hans Hotter (Olivier), Georg Hann (La Roche), Hildegard Ranczak (Clairon), Karl Seydel (Monsieur Taupe), Irma Beilke und Franz Klarwein (italienische Sänger), Georg Wieter (Haushofmeister).

## Aufnahmen
Tonaufnahmen
- Viorica Ursuleac (Gräfin), Franz Klarwein (Flamand), Hans Hotter / Carl Kronenberg (Olivier), Georg Hann (La Roche), Georg Wieter (Haushofmeister); Orchester der Bayerischen Staatsoper, Dirigent: Clemens Krauss (Live-Aufnahme, 1942; nur Auszüge)
- Maria Cebotari (Gräfin), Alfred Jerger (Graf), Anton Dermota (Flamand), Erich Kunz (Olivier), Paul Schöffler (La Roche), Martha Rohs (Clairon); Orchester der Wiener Staatsoper, Dirigent: Karl Böhm (Live-Aufnahme, 1. März 1944; nur Auszüge)
- Viorica Ursuleac (Gräfin), Karl Schmitt-Walter (Graf), Rudolf Schock (Flamand), Hans Braun (Olivier), Hans Hotter (La Roche), Hertha Töpper (Clairon), Emil Graf (Monsieur Taupe), Ilse Hollweg und Ratko Delorko (italienische Sänger), Georg Wieter (Haushofmeister); Karl Ostertag, Adolf Keil, Heinz Maria Lins, Franz Weiss, Rudolf Wünzer, Walter Carnuth, Karl Hermann Bennert, Karl Schwert (Diener); Symphonieorchester des Bayerischen Rundfunks, Dirigent: Clemens Krauss (Studioaufnahme, 1953)
- Elisabeth Schwarzkopf (Gräfin), Eberhard Waechter (Graf), Nicolai Gedda (Flamand), Dietrich Fischer-Dieskau (Olivier), Hans Hotter (La Roche), Christa Ludwig (Clairon), Rudolf Christ, Anna Moffo (italienische Sängerin), Dermot Troy; Philharmonia Orchestra, Dirigent: Wolfgang Sawallisch (EMI Classics; Studioaufnahme, 1957/58)
- Lisa della Casa (Gräfin), Horst Günter (Graf), Richard Holm (Flamand), Hermann Prey (Olivier), Kurt Böhme (La Roche), Gisela Litz (Clairon); Orchester der Bayerischen Staatsoper, Dirigent: Robert Heger (Live-Aufnahme, 20. August 1960)
- Elisabeth Schwarzkopf (Gräfin), Hermann Uhde (Graf), Anton Dermota (Flamand), Walter Berry (Olivier), Paul Schöffler (La Roche), Christel Goltz (Clairon), Peter Klein (Monsieur Taupe), Erika Köth und Giuseppe Zampieri (italienische Sänger); Orchester der Wiener Staatsoper, Dirigent: Karl Böhm (Live-Aufnahme, 19. Juni 1961)
- Lisa della Casa (Gräfin), Robert Kerns (Graf), Waldemar Kmentt (Flamand), Walter Berry (Olivier), Otto Wiener (La Roche), Christa Ludwig (Clairon), Peter Klein (Monsieur Taupe), Lucia Popp und Fritz Wunderlich (italienische Sänger), Alois Pernerstorfer (Haushofmeister), August Jaresch, Erich Majkut, Hans Christian, Fritz Sperlbauer, Ljubo Pantscheff, Harald Pröglhöf, Siegfried Rudolf Frese, Herbert Lackner (Diener); Orchester der Wiener Staatsoper, Dirigent: Georges Prêtre (Live-Aufnahme, 21. März 1964)
- Gundula Janowitz (Gräfin), Dietrich Fischer-Dieskau (Graf), Peter Schreier (Flamand), Hermann Prey (Olivier), Karl Ridderbusch (La Roche), Tatiana Troyanos (Clairon); Symphonieorchester des Bayerischen Rundfunks, Dirigent: Karl Böhm (Deutsche Grammophon, Studioaufnahme: April 1971)
- Kiri Te Kanawa (Gräfin), Håkan Hagegård (Graf), Uwe Heilmann (Flamand), Olaf Bär (Olivier), Victor von Halem (La Roche), Brigitte Fassbaender (Clairon); Wiener Philharmoniker, Dirigent: Ulf Schirmer (Decca, 1995; Studioaufnahme, 6.–18. Dezember 1993, Wiener Konzerthaus)
- Renée Fleming (Gräfin), Bo Skovhus (Graf), Michael Schade (Flamand), Adrian Eröd (Olivier), Franz Hawlata (La Roche), Angelika Kirchschlager (Clairon), Peter Jelosits (Monsieur Taupe), Jane Archibald und Cosmin Ifrim (italienische Sänger), Clemens Unterreiner (Haushofmeister); Orchester der Wiener Staatsoper, Dirigent: Philippe Jordan (2008; als MP3: ; MP3; 284 MB)

Filmaufnahmen
- Kiri Te Kanawa (Gräfin), Håkan Hagegård (Graf), David Kuebler (Flamand), Simon Keenlyside (Olivier), Victor Braun (La Roche), Tatiana Troyanos (Clairon), Michel Sénéchal (Monsieur Taupe), Dale Travis (Haushofmeister); Orchester der San Francisco Opera, Dirigent: Donald Runnicles; Regie: Stephen Lawless (1993)
- Renée Fleming (Gräfin), Dietrich Henschel (Graf), Rainer Trost (Flamand), Gerard Finley (Olivier), Franz Hawlata (La Roche), Anne Sofie von Otter (Clairon); Orchester der Pariser Oper, Dirigent: Ulf Schirmer; Regie: Robert Carsen (Naxos, 2005; Live-Aufnahme, Juli 2004)